# Estação Takeda
Takeda é uma das estações terminais da linha Karasuma do metro de Quioto, no Japão.